# London Caledonians FC
London Caledonians FC  was een Engelse voetbalclub afkomstig uit Holloway (London) in Engeland, Die in 1886 is opgericht. 
London Caledonians FC waren oprichters van de Isthmian Football League, Die in het eerste seizoen wonnen. Ze bleven in de competitie tot met 1939 en toen stopt de club met voetbal.

## Erelijst
- FA Amateur Cup (1) : 1922-1923
- Isthmian Football League (6) : 1905–1906, 1907–1908, 1911–1912, 1912–1913, 1913–1914, 1924–1925
- London Senior Cup (5) : 1899–1900, 1907–1908, 1914–1915, 1922–1926, 1927–1928
- Middlesex Senior Cup (5) : 1889–1890, 1890–1891, 1898–1899, 1899–1900, 1934–1935